# Puzes pagasts
Puzes pagasts er en territorial enhed i Ventspils novads i Letland. Pagasten havde 1.021 indbyggere i 2010 og 920 indbyggere i 2016 og omfatter et areal på 207,28 kvadratkilometer. Hovedbyen i pagasten er Blāzma.